# Stop Crying Your Heart Out
«Stop Crying Your Heart Out» es una canción del grupo británico Oasis. Fue lanzada como el segundo sencillo del quinto álbum de la banda, Heathen Chemistry, el 17 de junio de 2002, alcanzando el n.º 2 en las listas de éxitos británicas.
La letra hace referencia a que en tiempos difíciles, hay que salir adelante con tu vida. Noel Gallagher explicó la canción diciendo "Un amigo estaba pasando un mal momento con sus hijos y la escribí con él en mi mente".
Gallagher tenía grandes expectativas con la canción. "Espero que tenga el mismo efecto que 'Don't Look Back in Anger'... Yo quería lanzarla como single, pero todos decían '¡Estás Loco!'". Las expectativas de Noel se cumplieron. El tema fue un éxito a nivel mundial, que hizo que Oasis arrasara en las listas de medio mundo. Fue elegida por una publicación especializado entre las 200 mejores canciones de la historia, siempre dentro del ámbito de la música de consumo anglosajona desde la segunda mitad del siglo XX.
Sin embargo, a pesar de su éxito mundial, esta canción no fue incluida en el álbum recopilatorio de Oasis, Stop the Clocks: The Definitive Collection, para dar paso a Songbird compuesta por su hermano Liam Gallagher, pero está incluida en el recopilatorio Time Flies… 1994–2009
"Stop Crying Your Heart Out" formó parte de la banda sonora de la película de 2004 El efecto mariposa. También apareció cuando Inglaterra quedó eliminada del Mundial 2002 y del 2006. Asimismo, se incluyó en la banda sonora de la película Made of Honor. Noel Gallagher dedicó el tema al equipo inglés de fútbol cuando la tocaron en Glastonbury en 2004. En 2009 Leona Lewis sacó en su 2º disco una versión de este tema.

## Lista de canciones
- CD single (RKIDSCD 24),[1][2] Vinilo de 12" (RKID 24T)

| N.º   | Título                         | Duración |  |
| 1.    | «Stop Crying Your Heart Out»   | 5:02     |  |
| 2.    | «Thank You For The Good Times» | 4:32     |  |
| 3.    | «Shout It Out Loud»            | 4:20     |  |
| 13:54 |                                |          |  |

Vinilo de 7" (RKID 24), Sencillo en CD cardsleeve (HES 672722 1)

| N.º  | Título                         | Duración |  |
| 1.   | «Stop Crying Your Heart Out»   | 5:02     |  |
| 2.   | «Thank You For The Good Times» | 4:32     |  |
| 9:34 |                                |          |  |

DVD single (RKIDSDVD 24)

| N.º   | Título                                                                 | Duración |  |
| 1.    | «Stop Crying Your Heart Out»                                           | 5:02     |  |
| 2.    | «Stop Crying Your Heart Out» (Demo)                                    | 5:08     |  |
| 3.    | «10 Minutes of Noise And Confusion Pt. Two (North America, June 2001)» | 7:25     |  |
| 17:35 |                                                                        |          |  |

Vinilo promocional de 12" (RKID 24TP)

| N.º  | Título                       | Duración |  |
| 1.   | «Stop Crying Your Heart Out» | 5:02     |  |
| 5:02 |                              |          |  |

CD promocional (RKIDSCD 24PX)

| N.º  | Título                                    | Duración |  |
| 1.   | «Stop Crying Your Heart Out» (Radio Edit) | 3:45     |  |
| 3:45 |                                           |          |  |

CD promocional Australia (SAMP2469)

| N.º  | Título                                       | Duración |  |
| 1.   | «Stop Crying Your Heart Out» (Edit)          | 3:45     |  |
| 2.   | «Stop Crying Your Heart Out» (Album Version) | 5:02     |  |
| 8:47 |                                              |          |  |

CD promocional Estados Unidos (none)

| N.º  | Título                                      | Duración |  |
| 1.   | «Stop Crying Your Heart Out» (Instrumental) | 5:02     |  |
| 5:02 |                                             |          |  |

Betacam promocional (none)

| N.º  | Título                                     | Duración |  |
| 1.   | «Stop Crying Your Heart Out» (Music Video) | 4:55     |  |
| 4:55 |                                            |          |  |

## Posicionamiento en listas

### Listas semanales
| Listas (2002)                           | Mejor posición |
| --------------------------------------- | -------------- |
| Australia (ARIA)                        | 48             |
| Austria (Ö3 Austria Top 40)             | 41             |
| Bélgica (Ultratop Wallonia)             | 13             |
| Dinamarca (Tracklisten)                 | 17             |
| Finlandia (The Official Finnish Charts) | 11             |
| Alemania (Media Control Charts)         | 48             |
| Irlanda (IRMA)                          | 6              |
| Italia (FIMI)                           | 1              |
| Países Bajos (Single Top 100)           | 73             |
| Noruega (VG-lista)                      | 13             |
| Suecia (Sverigetopplistan)              | 23             |
| Suiza (Swiss Hitparade)                 | 48             |
| UK Singles Chart (OCC)                  | 2              |

| Listas (2009)          | Peak position |
| ---------------------- | ------------- |
| UK Indie Chart (OOC)   | 6             |
| UK Singles Chart (OOC) | 71            |

| Listas (2010)          | Mejor posición |
| ---------------------- | -------------- |
| UK Indie Chart (OOC)   | 18             |
| UK Singles Chart (OCC) | 50             |

| Listas (2011)               | Mejor posición |
| --------------------------- | -------------- |
| Bélgica (Ultratop Wallonia) | 44             |

| Listas (2012)  | Mejor posición |
| -------------- | -------------- |
| Francia (SNEP) | 135            |

## Sencillo benéfico de BBC Radio 2 Allstars
El 10 de noviembre de 2020, BBC Radio 2 anunció que una versión de «Stop Crying Your Heart Out» interpretada por el supergrupo benéfico BBC Radio 2 Allstars se lanzaría como el sencillo oficial de la apelación de ese año de la BBC Children in Need. Cada integrante grabó y filmó su contribución a la canción desde sus respectivos hogares con el fin de fomentar el distanciamiento social durante la pandemia de COVID-19. La canción fue lanzada el 13 de noviembre de 2020 y el video musical se estrenó durante el teletón Children in Need de BBC One el mismo día. Todas las ganancias netas de las ventas del sencillo fueron donadas a BBC Children in Need.

### Artistas
La canción fue interpretada por los siguientes artistas (en orden alfabético):
Voces
- Bryan Adams
- Izzy Bizu
- Grace Chatto (de Clean Bandit)
- Cher
- Melanie C
- Jamie Cullum
- Ella Eyre
- Paloma Faith
- Rebecca Ferguson
- Jess Glynne
- Lenny Kravitz
- KSI
- Lauv
- Ava Max
- Kylie Minogue
- James Morrison
- Gregory Porter
- Nile Rodgers
- Jack Savoretti
- Jay Sean
- Anoushka Shankar
- Robbie Williams
- Yola

#### Instrumentos
- BBC Concert Orchestra – orquesta
- Andy Caine – coros
- Rita Campbell – coros
- Grace Chatto – violonchelo
- Ben Jones – guitarra
- Sheku Kanneh-Mason – violonchelo
- Rich Milner – órgano
- Rocco Palladino – bajo
- Anoushka Shankar – sitar
- Ash Soan – tambores
- Mark Taylor – teclado

#### Personal del estudio
- Dick Beetham – masterización, personal del estudio
- Martin Hollis – ingeniero de grabación, personal del estudio
- Brian Rawling – producción
- Mark Taylor – producción, mezcla, personal del estudio